# Chris Rogers
Leonard Christopher Gordon Rogers, detto Chris (Lower Hutt, 29 aprile 1954), è un matematico neozelandese, specializzato nell'ambito della teoria della probabilità e della matematica finanziaria.

## Biografia
Nel 1975 si laureò in matematica al St John's College di Cambridge, dove cinque anni più tardi completò anche il dottorato di ricerca. Negli anni successivi collaborò con le università di Warwick (nel triennio dal 1980 al 1983), Swansea (nel biennio '83 –'85), Cambridge (dal 1985 al '91), con la Queen Mary di Londra e il Westfield College (dal '91 al '94) e infine con l'Università di Bath, finché nel 2002 fu eletto titolare della cattedra di statistica all'Università di Cambridge.
Le sue ricerche si focalizzano sulle analisi stocastiche e le applicazioni della matematica alla finanza quantitativa. Rogers e il matematico David Williams hanno pubblicato un'importante monografia relativa ai processi di diffusione.

## Premi e riconoscimenti
- 1976: Mayhew Prize conferito dalla Facoltà di Matematica dell'Università di Cambridge;
- 1984: Rollo Davidson Prize;
- 1993: membro onorario dell'Institute of Actuaries[4]

## Opere selezionate
- L. C. G. Rogers e D. Williams, Diffusions, Markov Processes and Martingales, Foundations, Cambridge University Press, 1979.
- L. C. G. Rogers e D. Williams, Diffusions, Markov Processes and Martingales, Itô Calculus, Cambridge University Press, 1987.